# فينيسيوس (لاعب كرة قدم مواليد 1999)
فينيسيوس (بالبرتغالية: Vinícius Teodoro Barreta Melo‏) هو لاعب كرة قدم برازيلي في مركز حراسة المرمى، ولد في 16 أبريل 1999 في لاخيس في البرازيل. لعب مع نادي كروزيرو.

## وصلات خارجية
- فينيسيوس (لاعب كرة قدم مواليد 1999) على موقع قاعدة بيانات كرة القدم.إي يو (الإنجليزية)
- فينيسيوس (لاعب كرة قدم مواليد 1999) على موقع Soccerway.com (الإنجليزية)